# Moscoso (Pazos de Borbén)
Moscoso (oficialmente San Paio de Moscoso) es una parroquia española del municipio de Pazos de Borbén, perteneciente a la provincia de Pontevedra, en la comunidad autónoma de Galicia.

## Toponimia
El lugar puede aparecer referido como «Moscoso», «San Pelayo de Moscoso», «San Paio de Moscoso» y «San Pelagio de Moscoso».

## Historia
Hacia mediados del siglo XIX, el lugar, ya por entonces perteneciente a Borbén, tenía contabilizada una población de 320 habitantes. Aparece descrito en el undécimo volumen del Diccionario geográfico-estadístico-histórico de España y sus posesiones de Ultramar de Pascual Madoz con las siguientes palabras:

MOSCOSO (San Pelayo): felig. en la prov. de Pontevedra 2 1/2 leg.), part. jud. de Redondela (1 1/2), dióc. de Tuy (5 1/2), ayunt. de Borben (3/4): sit. al O. de Monte Mayor, con libre ventilacion y clima sano. Tiene unas 60 casas distribuidas en los l. de Gorgoreiro, Lombas y Traslaveiga; La igl. parr. (San Pelayo), está servida por un cura de entrada y patronato de la casa de Revoreda. Confina el térm. N. Hermida; E. Junqueiras; S. Borben, y O. Amoedo. El terreno participa de monte y llano y es bastante fértil: en varios puntos brotan fuentes de buenas aguas para beber y otros objetos. Cruza por esta parr. un camino que desde Tuy y Puenteareas, conduce á diferentes puntos del interior de la prov. prod.: maiz, centeno, trigo, patatas, legumbres, hortaliza, frutas y pastos; se cria ganado vacuno, lanar y cabrío; hay caza de varias especies. pobl. 62 vec., 320 alm. contr. con su ayunt. (V.).
(Madoz, 1848, p. 620)

En 2022, tenía empadronados 380 habitantes.